# 石幕駅
石幕駅（ソンマクえき、朝鮮語: 석막역）は、朝鮮民主主義人民共和国咸鏡北道富寧郡にある、朝鮮民主主義人民共和国鉄道省咸北線の鉄道駅である。

## 歴史
- 1925年11月1日：開業[1]。